# Cóc rừng (cây)
Cóc rừng (danh pháp khoa học: Spondias pinnata) là một loài thực vật có hoa trong họ Đào lộn hột. Loài này được (L. f.) Kurz miêu tả khoa học đầu tiên năm 1875.

## Hình ảnh

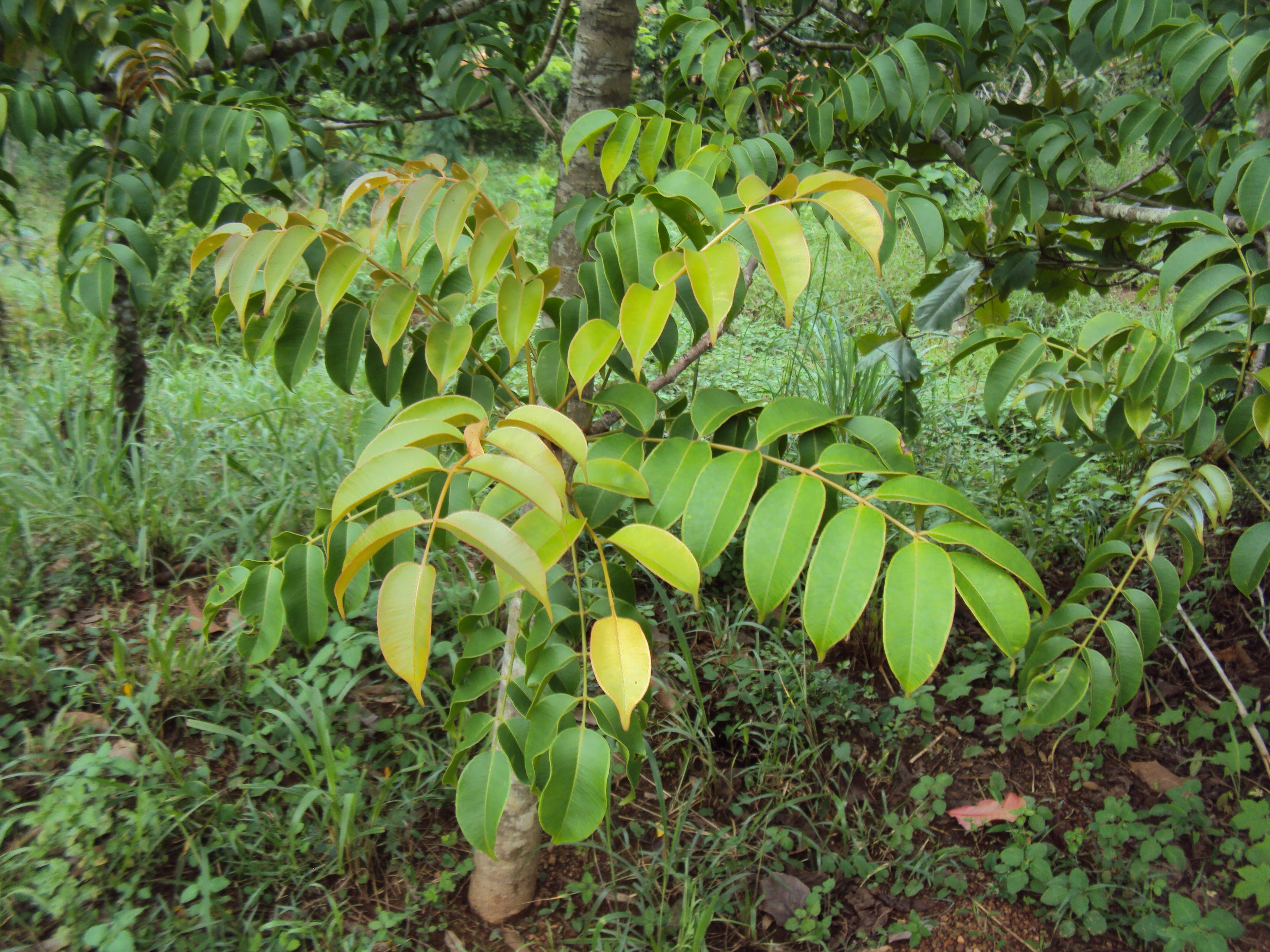